# Magyari András (agrármérnök)
Magyari András (Pocsaj, 1918. augusztus 16. – Budapest, 2005. szeptember 2.) magyar agrármérnök, miniszterhelyettes, egyetemi tanár.

## Élete
Szegényparaszti családban született. Felsőfokú tanulmányait a Debreceni Gazdasági Akadémián folytatta, ahol 1941-ben szerzett oklevelet. 1942-től három éven át gazdasági tanárként tevékenykedett, majd 1945 és 1947 között az Agrártudományi Egyetem Mezőgazdasági karának debreceni osztályán, az Állattenyésztéstani Tanszéken volt intézeti tanár. 1947-1949 között az Országos Tervhivatalban volt előadó, majd főosztályvezető-helyettes, a következő két évben pedig a moszkvai Tyimirjazev Mezőgazdasági Akadémia aspiránsa volt.
Hazatérését követően, 1951-tól a Földművelésügyi Minisztérium állattenyésztési főosztályát vezette, majd 1953 augusztusában a földművelésügyi miniszter I. helyettese, 1958-tól 1960 júniusáig pedig miniszterhelyettes lett. Egyúttal – 1954–1960 között – a gödöllői Magyar Agrártudományi Egyetem tanáraként is dolgozott, majd 1960-tól 1966-ig rektorként vezette az intézményt. 1952-ben lett tagja a Magyar Dolgozók Pártjának, majd 1956 után az Magyar Szocialista Munkáspártnak.
Disszertációjában az egyes hazai szarvasmarhafajtáknak a kosztromai fajtával történt keresztezése terén elért kísérleti eredményeket foglalta össze, amiért a Szovjetunió Tudományos Akadémiája Genetikai Intézetének Tudományos Tanácsa a biológiai tudományok doktora fokozatot ítélte oda a részére.

### Kutatható iratanyaga
Miniszterhelyettesi működési időszakából 3,84 iratfolyóméternyi (32 doboznyi), maradandó értékűnek minősített iratanyaga került az Országos Levéltár, mai nevén Magyar Nemzeti Levéltár Országos Levéltára őrizetébe, ahol az a XIX-K-1-ag törzsszámon kutatható.

## Elismerései
- Népköztársasági Érdemrend (1952)

## Külső hivatkozások
- Magyari András földművelésügyi miniszterhelyettes és Enver Hodzsa, az Albán Munkapárt első titkára megtekintik a szarvasmarhákat a 63. Országos Mezőgazdasági Kiállításon. Budapest, 1959. szeptember 10. MTI Fotó: Friedmann Endre. A fénykép kísérőszövege Magyarit tévesen miniszterként említi.